# Achkar Marof
Pour les articles homonymes, voir Marof (homonymie).
Achkar Marof est un diplomate et homme d'état guinéen né en 1930 à Coyah en Basse Guinée et mort abattu le 26 janvier 1971. Il fut représentant de la Guinée auprès de l'ONU.

## Biographie
Achkar Marof a étudié à l'École Breguet (ESIEE Paris) à Paris. Il devint directeur adjoint des Ballets africains en 1954 et en fut nommé directeur en 1957. Il a été représentant permanent de la Guinée auprès des Nations Unies de 1964 à 1968. Marof a été rappelé à Conakry en 1968, arrêté et emprisonné au camp Boiro. Il a brièvement retrouvé sa liberté lors de la tentative de coup d'État de 1970, avant d'être abattu le 26 janvier 1971 comme l'apprendra sa famille en 1985.

## Cinéma
- 1991 : Allah Tantou par David Achkar.